# Odo I., orleanski grof
Grof Odo I. (fra. Eudes Ier; ? — lipanj 834.) bio je francuski plemić te grof Orléansa (lat. comes Aurelianensium). Bio je iz obitelji Udalriching te je rođen 770./780.
Njegov otac je bio grof Adrijan od Orléansa (? — prije studenog 821). Odova majka se zvala Waldrada.
Odo je 811. god. potpisao mirovni sporazum s Vikinzima. Nije dugo vladao kao grof jer ga je smijenio Lotar I. te je ubijen zajedno sa svojom braćom u lipnju 834.

## Brak
Odova žena je bila gospa Engeltruda od Fézensaca, kći grofa Leutharda. Djeca Engeltrude i Oda su bili Vilim (Guillaume; ? — 866.) i njegova sestra, kraljica Franaka, gospa Ermentruda. Vilima je dao pogubiti njegov šogor, kralj Karlo II.